# Rostflanken-Brillenvogel
Der Rostflanken-Brillenvogel (Zosterops erythropleurus) oder Rotflanken-Brillenvogel ist eine Vogelart der Gattung Zosterops aus der Familie der Brillenvögel (Zosteropidae), die in Ostasien beheimatet ist. Sein Verbreitungsgebiet erstreckt sich über den Nordosten Chinas und den südlichen Teil des Fernen Ostens Russlands. Es sind keine Unterarten beschrieben. 

## Aussehen
Der Rostflanken-Brillenvogel ist ein kleiner Singvogel aus der Ordnung der Sperlingsvögel, der eine Länge von 10,0 bis 12,0 Zentimetern erreichen kann. In der Erscheinung ähnelt der Rostflanken-Brillenvogel stark dem Japanbrillenvogel und dem Ganges-Brillenvogel. Die Haube und das Rückengefieder besitzen einen hellen gelbgrünen Farbton, die Unterseite ist weiß. Auffälliges Unterscheidungsmerkmal gegenüber dem Japanbrillenvogel sind die namensgebenden rost- bis kastanienfarbenen Flanken, die bei Jungvögeln jedoch weniger ausgeprägt sind. Die Handschwingenprojektion beträgt 75 bis 100 Prozent der Schirmfedern und ist deutlich länger als beim Japanbrillenvogel. Der Schnabel besitzt eine feine Spitze. Seine Oberseite ist grau, während die untere Seite sowie die Basis rosa gefärbt sind. Die Augen erscheinen groß und besitzen eine schwarze Iris. Wie alle Brillenvögel weist auch der Rostflanken-Brillenvogel einen weißen Augenring auf, welcher nur an den Zügeln, dem Bereich des Vogelgefieders zwischen Schnabel und Auge, unterbrochen ist.

## Verbreitungsgebiet
Die Brutgebiete des Rostflanken-Brillenvogels erstrecken sich über den Nordosten Chinas und das südöstliche Sibirien, die Region Primorje und das Gebiet des Amur und Ussuri. Ein Vorkommen im Norden Nordkoreas ist ebenfalls wahrscheinlich. Der Rostflanken-Brillenvogel ist der nördlichste Vertreter der Brillenvögel, die vor allem im südlicheren Asien, Australien und Afrika verbreitet sind. Der Aufenthalt der Vögel in den nördlichen Brutgebieten beträgt daher manchmal nur zweieinhalb Monate.
Die Überwinterungsgebiete liegen in Südostasien, Vietnam, Thailand und im Süden von China. Während des Zuges können die Vögel auch in Korea beobachtet werden. Auf den Inseln vor der japanischen Küste ist der Rostflanken-Brillenvogel nur sehr selten anzutreffen.
Auf dem Zug finden sich die Vögel in Scharen zusammen. Auch gemischte Schwärme von Rostflanken- und Japanbrillenvogel können während des Zuges beobachtet werden.

## Lebensraum
Der Rostflanken-Brillenvogel bevorzugt innerhalb seines Brutgebietes Laub- und Mischwälder, zumeist in der Nähe von Flussufern und Auen. Hier brütet die Art bevorzugt in den Weidengebüschen der Fluss- und Seeufer. Er hält sich sowohl in Primärwäldern als auch in Sekundärwäldern auf. Die Brutgebiete erreicht der Rostflanken-Brillenvogel sehr spät, im Gebiet am Ussuri etwa erst Ende Mai. Während des Zuges sind die Vögel in jeder Art von Waldgebieten zu finden. Die Art ist dabei streckenweise recht häufig, bevorzugt jedoch höher gelegene Bereiche von etwa 1000 Metern über dem Meeresspiegel.
Der Rostflanken-Brillenvogel ernährt sich von Insekten, die er von den Zweigen von Bäumen und Gebüschen aufliest.

## Bestand und Gefährdung
Die IUCN stuft den Rostflanken-Brillenvogel aufgrund seines ausgedehnten Verbreitungsgebietes als nicht gefährdet (least concern) ein. In letzter Zeit ist jedoch ein leichter Bestandsrückgang der Gesamtpopulation zu verzeichnen. Es existieren keine globalen Bestandsschätzungen, nationale Schätzungen gehen jedoch von jeweils ca. 10.000 bis 100.000 Brutpaaren in Russland und China sowie von 1.000 bis 10.000 Individuen auf dem Durchzug in Korea aus.